# Leptobrachella suiyangensis
Leptobrachella suiyangensis — вид жаб родини азійських часничниць (Megophryidae). Описаний у 2020 році.

## Поширення
Ендемік Китаю. Відомий лише у типовому місцезнаходженні — заповіднику Гуоціуба у повіті Суян окрузі Цзуньї провінції Гуйчжоу на півдні країни. Живе вздовж невеликих струмків у монтанному бамбуковому лісі на висотах близько 1500 м над рівнем моря. 

## Опис
Невелика жаба. Самці завдовжки 28,7–29,7 мм, самиці — 30,5–33,5 мм. Верхня частина тіла сіро-коричнева з численними дрібними бородавками. Горло світло-сіре. Груди і черево жовтувато-кремово-білі з мармурованою текстурою або з численними неправильними світло-коричневими цятками. Юоки з декількома чіткими і великими темними плямами. 

## Оригінальна публікація
- Tao Luo, Ning Xiao, Kai Gao and Jiang Zhou. 2020. A New Species of Leptobrachella (Anura, Megophryidae) from Guizhou Province, China [Архівовано 4 серпня 2020 у Wayback Machine.]. ZooKeys. 923: 115-140. DOI: 10.3897/zookeys.923.47172